# Yakovlev Yak-36
Le Yakovlev Yak-36, aussi connu comme Izdeliye V, (code OTAN « Freehand ») est un démonstrateur technologique soviétique pour un avion de chasse ADAV.

## Conception et développement
Depuis 1960, le Bureau d'étude Yakovlev a commencé à travailler sur un système VTOL, en utilisant le turboréacteur compact et léger Toumanski RU-19-300, la rédaction d'une proposition pour la Yak-104, un ancien Yak-30 jet d'entraînement avec deux moteurs Ru-19 montés verticalement entre les conduits d'admission du motopropulseur du Yak-30. Les travaux sur le Yak-104 se sont terminés en faveur d'un avion avec un seul moteur vertical avec des buses rotatives similaire au Hawker Siddeley P.1127, qui était en voie d'achèvement en Angleterre. Dans l'impossiblilité de trouver un moteur approprié ou convaincre le gouvernement d'en ordonner la mise au point le bureau Yakovlev fut contraint de poursuivre une voie différente.
En réponse à un contrat pour le développement d'un chasseur monoplace V/ADAC en 1961, Yakovlev a proposé un avion bimoteur avec de grandes prise d'air dans le nez, des moteurs dans l'avant du fuselage et des buses d'échappement pivotantes, un pour chaque moteur, de chaque côté de la partie inférieure du fuselage près du centre de gravité de l'aéronef. La version de chasse n'a pas été commandée mais quatre démonstrateurs technologiques, (initialement désignés Izeliye V) sur la base des études du chasseur ont été commandés.
Quatre prototypes ont été réalisés, dont l'un a été utilisé uniquement pour les essais statiques. Le second a été utilisé pour les tests de décollage et d'atterrissage, comprenant le vol stationnaire. Le troisième comportait les améliorations apportées lors des tests, comme l'amélioration du pilote automatique qui sélectionne automatiquement le flux d'air optimal pour la stabilité en vol stationnaire. Ce prototype s'est écrasé, mais fut reconstruite plus tard. Le quatrième prototype s'est écrasé en février 1971 et n'a pas été reconstruit.

## Construction
La cellule avait un fuselage semi-monocoque avec train d'atterrissage bi-cycle, de courte ailes delta rognées de 37° de flèche avec 5° de dièdre, accrochées au fuselage en position médiane. Le fuselage était plutôt rondelet devant les ailes, en raison de l'encombrement des moteurs, le cockpit, réservoirs de carburant et des équipements des baies au plus près du centre de gravité que possible, s'effilant fortement vers la gouverne en flèche portant un empennage haut. Le contrôle de l'avion se faisait par gouvernail conventionnel, les ailerons et les ascenseurs en vol normal et par le souffle compressé du moteur par des buses de contrôle au bout des ailes, à l'arrière du fuselage et à l'avant sous la prise d'air.
Deux points d'ancrage sous les ailes permettaient de transporter des bombes, des mitrailleuses ou nacelles lance-roquettes, mais le Yak-36 avait pas suffisamment de poussée et de rayon d'action pour une utilisation efficace comme un avion de combat.

## Histoire opérationnelle
Le premier vol captif stationnaire a eu lieu le 9 janvier 1963. Il y eut des problèmes initiaux avec la re-ingestion des gaz chauds où les gaz d'échappement chauds aspirés par les prises d'air créaient appauvrissement du flux d'air et perte de poussée. L'effet d'aspiration des gaz d'échappement sur le terrain (alors qu'une plus grande puissance moteur est nécessaire) et des problèmes avec le système de contrôle ont causé des difficultés supplémentaires. Après modifications, le premier vol vertical libre a été effectué le 23 juin 1963, suivi de la première transition complète en vol horizontal, le 16 septembre 1963.
Le 24 mars 1966 eut lieu le premier vol complet de décollage vertical transition en vol horizontal, décélération du vol horizontal au vol vertical et atterrissage vertical. Après beaucoup d'essais et de pratique la première présentation publique du Yak-36 eut lieu le 9 juillet 1967 lors d'un show aérien à l'aéroport de Moscou-Domodedovo, marquant le cinquantième anniversaire de la révolution d'Octobre. Après les résultats prometteurs obtenus à partir du programme d'essais en vol du Yak-36 la prochaine étape était le Yakovlev Yak-36M qui a volé pour la première fois le 27 septembre 1970.

## Opérateurs
Union soviétique
- Forces aériennes soviétiques

## Survivants
- Le second prototype du Yak-36, b/n 35, est maintenant exposé au musée central des forces aériennes de la fédération de Russie de Monino.

### Développement lié
- Yakovlev Yak-38

### Aéronefs comparables
- Hawker Siddeley P.1127